# Viktor Thiel
Viktor Thiel (* 3. Dezember 1871 in Wien; † 9. Oktober 1946 in Graz) war ein österreichischer Historiker und Archivar.

## Leben und Wirken
Viktor Thiel besuchte das Gymnasium in Wien und studierte von 1892 bis 1897 Geschichte, Geographie und Germanistik an der Universität Wien. Dort promovierte er im Jahre 1897. Nach seiner Archivarsausbildung am Institut für Österreichische Geschichtsforschung (1895 bis 1897) war er zunächst Mitarbeiter an der Edition der „Regesta Habsburgica“. 1898 begann seine Archivarstätigkeit am Archiv für Niederösterreich in Wien, seit 1906 arbeitete er dann an dem neu gegründeten Statthaltereiarchiv in Graz (Steiermärkisches Landesarchiv). Während des Ersten Weltkriegs war er zunächst nach Ragusa (Dubrovnik) an das dortige Archiv abgeordnet und leistete Kriegsdienst. 1918 wurde er in Graz Staatsarchivdirektor, 1922 Hofrat; 1932 ging er als Generalstaatsarchivar in den Ruhestand.
Seit 1931 lehrte er außerdem als Privatdozent, seit 1937 als tit. außerordentlicher Professor für österreichische Geschichte an der Universität Graz.

## Schriften
- Die Habsburger Chronik Heinrichs von Klingenberg. In: Mitteilungen des Instituts für Österreichische Geschichtsforschung, Bd. 20 (1899), S. 567–618 (Dissertation Universität Wien).

- (mit Anton Mell): Die Urbare und urbarialen Aufzeichnungen des landesfürstlichen Kammergutes in Steiermark (= Veröffentlichungen der Historischen Landeskommission für Steiermark, Bd. 25). Graz 1908.
- Regesten zur Geschichte des Wiener Gewerbes (1530–1740). In: Mitteilungen des k.k. Archivs für Niederösterreich, Bd. 3 (1910), S. 68–125.

- Zur Geschichte des K.K. Steiermärkischen Statthaltereiarchivs (= Veröffentlichungen der Historischen Landeskommission für Steiermark, Bd. 27). Graz 1910.
- Regesten zur Geschichte der Beamtenschaft unter Erzherzog Karl vom Innerösterreich (1564–1590). In: Jahrbuch der Heraldischen Gesellschaft „Adler“ in Wien, N.F., Bd. 21 (1911), S. 124–175.

- Die innerösterreichische Zentralverwaltung 1564–1749. Zwei Bände. Hölder, Wien 1916/1930.
- Das Inventar des steiermärkischen Statthaltereiarchivs in Graz (= Inventare österreichischer Archive, Bd. 4). Graz 1918.
- Steirische Land- und Forstwirtschaft im 18. Jahrhundert. Moser, Graz 1923.
- Die landesfürstliche Burg in Graz und ihre historische Entwicklung. Moser, Graz 1927.
- Das Steiermärkische Landesregierungsarchiv. In: Archivalische Zeitschrift, Bd. 37 (1928), S. 208–234.
- Das Ragusaner Staatsarchiv als Bergegut in Graz. In: Zeitschrift des Historischen Vereines für Steiermark. Jahrgang 26, Graz 1931, S. 306–309 (historischerverein-stmk.at).
- Papiererzeugung und Papierhandel vornehmlich in den deutschen Landen von den ältesten Zeiten bis zum Beginn des 19. Jahrhundert. In: Archivalische Zeitschrift, Bd. 41 (1932), S. 106–151.
- Die Buchdrucker- und Papiererfamilie Salzer. Wien 1938.
- Geschichte der Papiererzeugung im Donauraum. Ein Beitrag zur Geschichte deutscher Leistung. Güntter-Staib-Verlag, Biberach/Riß 1940.
- Riesumschläge aus dem oberen Donauraum. In: Gutenberg-Jahrbuch, Bd. 25 (1950), S. 46–30.
- Mein Lebensweg. In: Mitteilungen des Steiermärkischen Landesarchivs, Bd. 21 (1971), S. 29–60 (Digitalisat).